# زمن الخيول البيضاء (رواية)
زمن الخيول البيضاء رواية من سلسلة روايات ملحمة الملهاة الفلسطينية للأديب العربي الفلسطيني إبراهيم نصر الله. صدرت الرواية لأوّل مرة عام 2007 عن الدار العربية للعلوم ناشرون، وتُرجمت إلى اللغة الإنجليزية، ودخلت في القائمة النهائية (القصيرة) للجائزة العالمية للرواية العربية لعام 2009, المعروفة بجائزة «بوكر». ووصفتها الأديبة العربية الفلسطينية سلمى الخضراء الجيوسي بأنها «الإلياذة الفلسطينية».

## ترتيب الرواية في سلسلة الملهاة الفلسطينية
حسب ترتيب التسلسل التاريخي لأحداث روايات الملهاة الفلسطينية، فإن رواية «زمن الخيول البيضاء» كحدث زمني تأتي بعد أحداث رواية قناديل ملك الجليل وقبل أحداث رواية طفل الممحاة.

## زمن ومكان أحداث الرواية
تبدأ أحداث الرواية في الربع الأخير من القرن التاسع عشر وصولاً لعام النكبة، أي إنها تمتد لأكثر من 129 سنة من تاريخ فلسطين الحديث، ويحاول إبراهيم نصر الله محاورة المفاصل الكبرى لهذه الفترة الزمنية الصاخبة بالأحداث بالغة التعدد، والصراع المرّ بين الفلاحين الفلسطينيين من جهة وزعامات الريف والمدينة والأتراك والإنجليز والمهاجرين اليهود والقيادات العربية من جهة أخرى.

## حول الرواية
هي رواية ملحمية كبيرة يذهب فيها إبراهيم نصر الله إلى منطقة لم يسبق أن ذهبت إليها الروايات التي تناولت القضية الفلسطينية بهذه الشمولية وهذا الاتساع، مقدماً بذلك رواية مضادة للرواية الصهيونية عن أرض بلا شعب لشعب بلا أرض!.
إنها حكاية شعب حقيقي من لحم ودم كان يحيا فوق أرض حقيقية له فيها تراث وتفاصيل أكثر من أن تحصى وأكثر من أن يغيّبها النسيان، ووجود ممتلئ صخباً وتوتراً وفرحاً ومآسي وأحزاناً رواية ملحمية كبيرة تقول: لقد كان الفلسطينيون دائما هنا، ولدوا هنا وعاشوا هنا وماتوا ويعيشون.
تقول الدكتورة سلمى الخضراء الجيوسي عن رواية «زمن الخيول البيضاء»:
| زمن الخيول البيضاء (رواية) | إنها بحق الرواية التي كانت النكبة الفلسطينية تنتظرها ولم تحظ بها من قبل. تأريخ دقيق غاية في الحساسية والتصوير المبدع للوضع الفلسطيني منذ زمن العثمانيين إلى سنة 1948. كبيرة الأهمية لأنها تكشف بوضوح أسباب النكبة وملابساتها وظروفها الطاغية التي قادت شعبنا إلى عذاب مقيم. كما أنها تصل غاية التشويق الروائي المثير، بحيث أن القارئ لا يود تركها أبدا، إنها العمل الروائي المبدع الأهم الذي سـوف يفسّر عبر الفن الرفيع مأساة شعبنا وأسباب نكبته. وتضيف: كم سألني الكثير من الأجانب "متى يظهر العمل الفلسطيني الذي يقدم لنا الإلياذة الفلسطينية؟" وها هي الآن بين يدينا. | زمن الخيول البيضاء (رواية) |

ويقول عبد الله بريمي: «زمن الخيول البيضاء»، سعى فيها «إبراهيم نصر الله» إلى تقديم ذاكرة جديدة مشتقة من الذاكرة الجماعية، فيها روحها ولكنها لا تشبهها، أو تختلف عنها كثيرا، وهو بهذا الإنجاز. أراد أن يفاجئ من يعرف فلسطين بأنه لم يكن يعرفها تماما. لقد أبحرت هذه الرواية مسافة أبعد في التاريخ، لأنها ذهبت إلى نهايات القرن التاسع عشر حتى منتصف القرن العشرين؛ 129 عامًا من تاريخ الشعب الفلسطيني حبكها إبراهيم نصر الله ضمن ثلاثة محكيات: محكي الريح ومحكي التراب ومحكي البشر.

## إقتباسات من الرواية
يقول بطل الرواية:
| زمن الخيول البيضاء (رواية) | أنا لا أقاتل كي أنتصر بل كي لا يضيع حقي. لم يحدث أبداً أن ظلّت أمّة منتصرة إلى الأبد. أنا أخاف شيئاً واحداً: أن ننكسر إلى الأبد، لأن الذي ينكسر إلى الأبد لا يمكن أن ينهض ثانية، قل لهم احرصوا على ألا تُهزموا إلى الأبد. | زمن الخيول البيضاء (رواية) |

## ترجمة الرواية
تُرجمت هذه الرواية إلى اللغة الإنجليزية حيث صدرت عن منشورات الجامعة الأمريكية في القاهرة، وقد قامت بترجمتها المترجمة الأمريكية «نانسي روبرتس».

## مشروع مسلسل زمن الخيول البيضاء
إشترت «شركة طارق زعيتر وشركاه في الأردن» حقوق رواية «زمن الخيول البيضاء», وقام إبراهيم نصر الله بكتابة السيناريو المسلسل، وعُرض المشروع على المخرج العربي السوري حاتم علي ليخرجه، إلا أن عدم وجود فضائية أو جهة تتكفّل بإنتاج هذا المشروع الذي وصف بالضخم، أدى إلى تأجيل المشروع أكثر من مرة ومن ثم تجميده، حيث صرّح إبراهيم نصر الله معلّقا عن هذا الموضوع قائلًا أن: «هيلاري كلينتون تسببت في منع مسلسلي (زمن الخيول البيضاء)».